# Мэнское национальное наследие
Мэнское национальное наследие (англ. Manx National Heritage, мэн. Eiraght Ashoonagh Vannin) — организация, занимающаяся охраной культурного наследия острова Мэн.

## Структура организации
«Формальное» название организации (используется в официальной документации) — Мэнский музей и национальный фонд (англ. Manx Museum and National Trust). Руководство организации состоит из одиннадцати попечителей (trustees), назначаемых Тинвальдом (парламентом острова) на срок в пять лет. Должность попечителей — неоплачиваемая. Повседневная деятельность Мэнского национального наследия осуществляется командой профессиональных работников, являющихся государственными служащими правительства острова Мэн (чиновниками).
Важную роль в работе организации также играет широкая публика. «Общественным крылом» Мэнского национального наследия является общество «Друзья Мэнского национального наследия» (The Friends of Manx National Heritage), имеющее статус благотворительной организации (registered charity). Друзья Мэнского национального наследия занимаются организацией волонтерской деятельности и добровольным сбором средств для Мэнского национального наследия, например, для закупок экспонатов для музеев.

## Области деятельности
Цель Мэнского национального наследия — сохранение культурного наследия острова Мэн во всем его многообразии. Организация занимается охраной исторических зданий, ландшафтов, архивных и музейных коллекций.

## Объекты[5]

### Исторические достопримечательности и музеи
- Замок Рашен, Каслтаун
- Замок Пил, Пил

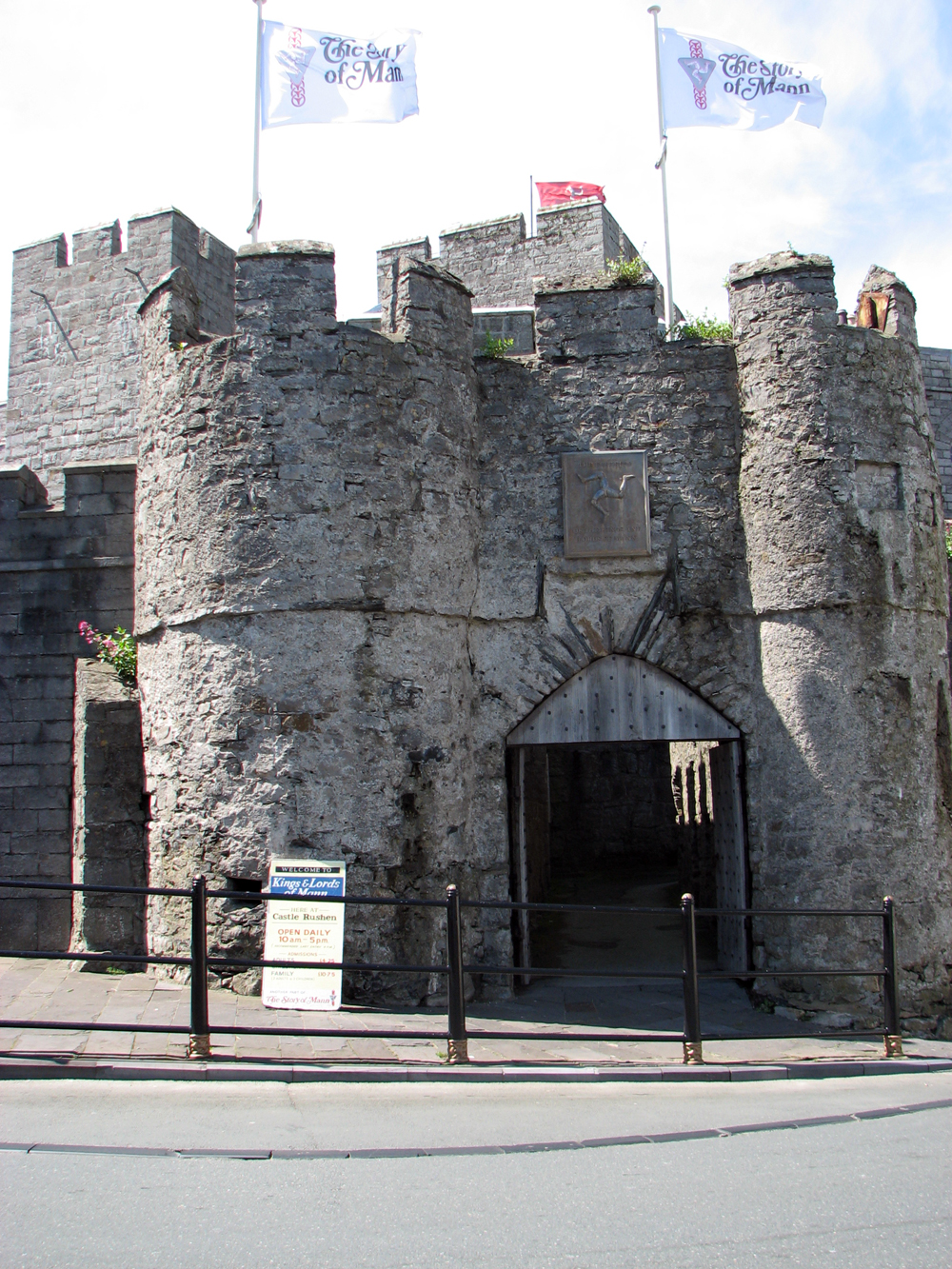
Замок Рашен

- Дом Мананнана, музей, посвящённый истории острова, Пил
- Мэнский музей, Дуглас
- Морской музей, Каслтаун
- Аббатство Рашен, деревня Балласалла рядом с Каслтауном
- Крегниш — традиционная деревня, частично функционирующая, как музей под открытым небом
- Грув — музей викторианской жизни, летняя усадьба («дача») семьи Гибб из Ливерпуля с интерерами виктоианской эпохи, Рамси
- Большое колесо Лакси, Лакси
- Старая Палата ключей, Каслтаун
- Старая школа грамоты, музей-начальная школа, Каслтаун

### Природные достопримечательности, ландшафты и археологические объекты

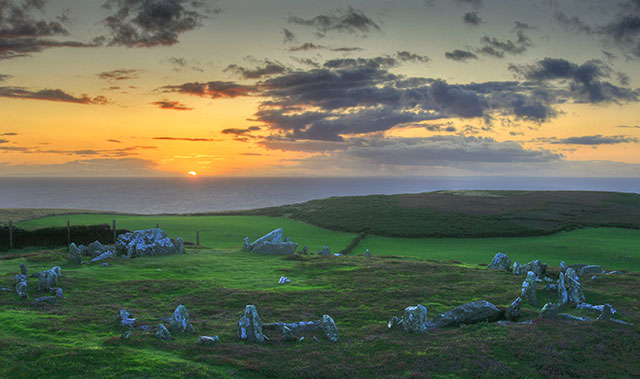
Каменный круг на холме Малл-Хилл

Под охраной Мэнского национального наследия находятся несколько десятков природных объектов и археологических объектов. В качестве примеров можно привести следующие:
- Мэнские национальные глены, в общей сложности восемнадцать объектов. Глен (термин кельтского происхождения, употребляется в исторически кельтских регионах) — вид узких долин или оврагов, распадков.
- Каф-оф-Мэн — небольшой островок у юго-западной оконечности острова
- Холм Малл-Хилл с доисторическим каменным кругом (кромлехом) на вершине
- Кронк-Самэрк — городище железного века (так называемый «форт на холме», hillfort)

### Архив и библиотека
- Исторический архив и библиотека находится в Дугласе при Минском музее